# 47RONIN
『47RONIN』（フォーティーセブン・ローニン、原題：47 Ronin）は、2013年公開のファンタジー・アドベンチャー映画。赤穂事件を題材にした日本の物語「忠臣蔵」をモチーフとし、四十七士にキアヌ・リーブス演じる架空の人物であるカイが参加する等の独自の要素が加えられたオリジナルストーリーとなっている。

## あらすじ
大石内蔵助を筆頭とする侍の集団に守られた、豊かな土地を持つ赤穂の国。その領内には頭部に天狗につけられた傷を持つという異邦人「カイ」が暮らしていた。カイは少年の頃に、領内で行き倒れていたところを赤穂の城主である浅野内匠頭に救い出され、浅野の娘であるミカに世話を受けたことに恩義を感じて、常々親子の力になりたいと思っていた。しかし、その日本人離れした容姿から侍となることは叶わず、侍たちから獣以下の粗末な扱いを受け続けていた。
時の将軍である綱吉が赤穂の国を訪れることとなり、浅野と家来の侍たちは家の名誉にかけて将軍を迎えるべく準備を進める。一方、赤穂の隣国を領地に持つ吉良は、豊かな赤穂を自分の領地とする機会を伺う。吉良は妖術を使う側室のミヅキの力を使い、浅野を術で錯乱させて吉良へ切りかからせる。将軍の裁きによって浅野を切腹に追い込み、ミカを浅野の喪が明ける1年後に正室として迎え、赤穂を併呑する手筈を整える吉良。吉良によって侍たちの筆頭格である大石は地下牢に軟禁され、侍たちは浪人に身をやつし、カイは奴隷として出島に売りとばされる。
1年後、大石は地下牢から解放され、ミカの婚姻まで残り1週間しかないこと、カイが奴隷として売り払われたこと、侍たちは赤穂から追放されたこと等を息子の主税から聞く。ミカを救い主君の仇である吉良を討つべく、主税に散り散りになった浪人を集めさせる大石。自身は出島で剣闘士まがいのことをさせられているカイを救い出し、仇討ちへの協力を取り付ける。
大石、45人の浪人たち、大石の息子・主税は一堂に会し、仇討ちを誓い合う。そして、疎まれていたカイも47人目の仲間として認められた。
カイは浪人たちとともに天狗の里へ訪れる。カイは天狗に拾われ、剣術や妖術、この世の理などを教わったという。育ての親である天狗に刀を譲るよう依頼するカイ。天狗はカイの力を試し、決心の強さを確認すると、カイたち47士に刀を授ける。
ミキの婚礼の宴に乗り込み、花嫁を逃がす47士。ミキを守って妖術使いのミズキを倒すカイ。大石は吉良を討ち、主君の無念を晴らした。吉良の首を討って凱旋し、主君の墓前に参る47士。彼らは本来ならば将軍の命に背いた罪人だが、綱吉から名誉ある死を賜った。綱吉は年若い主税の助命を許して赤穂に帰し、カイら46人は潔く切腹して果てた。

## 登場人物・キャスト
※日本語吹き替えの記載が無い場合は同一人物が吹き替えをしている。
カイ
演 - キアヌ・リーブス、日本語吹き替え - 森川智之
四十七士に加わるはぐれ者。架空の人物で、イギリス人と日本人のハーフであり、生まれた直後に天狗のいる山に捨てられた。
その際に天狗により拾われ、下界と隔絶された状況で様々な秘術と剣術を教え込まれるが外の世界に戻るため脱走。赤穂に落ち延び浅野に拾われた。そのため、積極的に使うことは少ないものの高速で移動する天狗の秘術を使うことができたり、キツネに化けたミヅキの正体を見破ることができる
吉良の策略で浅野が切腹した際に捕らえられ出島のオランダ人に奴隷として売られてしまう。
天狗から教わった剣術は大石たちに勝るとも劣らず、出島で大石と斬り合いをした際には互角の実力を見せた。
自分を除け者として扱い続けてきた侍には懐疑的だが、世話を受けたミカを救い出すために大石に協力し、自らの故郷とも言える天狗のいる山にて天狗と交渉することで浪人たちの使う刀剣を調達し討ち入りの準備を整える。
討ち入り直前の血判状への署名には「魁」の字が当てられている。
大石内蔵助
演 - 真田広之
四十七士の指導者であり赤穂の侍の筆頭。
行き倒れていたカイを最初に見つけた人物でもあるが、天狗に付けられた傷を持つカイの存在を不吉に思い冷遇し続けてきた。
吉良の陰謀で浅野が切腹、赤穂の併呑が決まった際に吉良から存在を危険視され地下牢に軟禁される。ミカの祝言直前に地下牢から出されたのち、ミカを救い吉良を討つため仇討ち後の打ち首（浅野切腹の際に吉良への仇討ちを将軍綱吉から禁じられていた）を覚悟でカイを出島から救い出し追放された赤穂の浪人を集め討ち入りの準備を整える。
吉良の首級を挙げ仇討ちを浅野の墓前に報告したのち将軍の裁きを受け、本来ならば打ち首獄門のところを忠義に免じて名誉の切腹および主君と同じ墓に埋葬されることを許可され、カイを含めた四十六士（主税を除く）と共に切腹し果てる。
ミカ
演 - 柴咲コウ
浅野家の姫でカイの恋人。架空の人物。
赤穂併呑を狙う吉良の策略により半ば強引に吉良との祝言を迫られるが、父である浅野の喪に服すことを理由に1年の猶予を与えられる。
吉良上野介
演 - 浅野忠信
赤穂の隣国・長門の主君であり、浪士たちの主君の仇。
妖術を使うミヅキを側室に置き、赤穂を併呑すべく猛獣を放つなど様々な策略を巡らせていた。
将軍綱吉が赤穂を訪れていた際に浅野を妖術にかけ吉良へ切りかからせることで浅野を切腹に追い込んだ。
ミカとの祝言により赤穂を完全に自分の領地とすべく、それを邪魔するであろう大石たち浪人やカイの抹殺をミヅキに命じる。
ミヅキ
演 - 菊地凛子
吉良家に仕える側室。架空の人物。
様々な妖術を使いこなす美女で、自身を狐や龍の姿に変えることもできる。
吉良に赤穂を併呑させ、ゆくゆくは日本を手中に収めさせるべく暗躍し浅野を切腹へと追い込んだ。
大石主税
演 - 赤西仁
父である大石内蔵助と違いカイに友好的なカイの親友。
浅野切腹後、地下牢に軟禁された内蔵助が戻ってきた際には散り散りになった浪人に集合をかけ、その後も父に従い討ち入りの準備を整えた。
若年ながら、見張りに立つ兵士を咄嗟に弓で射ることができるなど武芸は父譲り。
討ち入りに参加し一端は切腹を申し付けられるが、主君のために仇討ちを為す忠義の血が絶えることを憂えた将軍の配慮により生涯赤穂に尽くすことを命ぜられ四十七士の中で唯一生き残る。
浅野内匠頭
演 - 田中泯
播州国、赤穂藩の藩主。
大石を始めとした侍を束ねており、行き倒れていたカイを殺そうとした大石を止めた。とはいえミカや主税ほどカイに友好的だったわけではなく、領内の山中で暮らすことを許しはしたが、ある程度の距離は置いていたようである。
将軍綱吉を迎える前に猛獣を仕留め準備万端と将軍を接待するが、赤穂の併呑を伺っていた吉良の策略で切腹に追い込まれた。
将軍綱吉
演 - ケイリー＝ヒロユキ・タガワ、日本語吹き替え - 菅生隆之
徳川の将軍にして日本の支配者。
赤穂に来訪した際に起こった刀傷事件を受け浅野に切腹を申し付け、ミカに対しては吉良との婚姻を決め赤穂領を吉良家の預かりとする。
大石リク
演 - 國元なつき
内蔵助の妻で、主税の母。
安野
演 - 羽田昌義
赤穂の侍で、四十七士の一人。猛獣狩りの際、カイに助けられるが、侍ではない彼に助けられたことは不名誉だと恥じ、彼に対しても辛辣な言葉を浴びせる。その後も、カイに対して見下した態度を取り続けるが、芭蕉の死を通じて彼と和解する。
芭蕉
演 - 米本学仁
赤穂の侍。気が優しく、どこか愛嬌のある大男。はぐれ者のカイに対しても優しい言葉をかけるが、実は幼い頃に彼をいじめたことがある。大石達がミヅキの罠にかかった際は、自分の命と引き換えに安野の身を守った。そしてカイに対して幼い頃の過ちを詫びると、静かに息を引き取った。その後、彼の刀は安野を通じてカイに託された。
磯貝
演 - 出合正幸
赤穂の侍。大石に吉良の動向を探る斥候を命じられるが、ミヅキの妖術にかかってしまい、大石達の危機を招いてしまう。
間
演 - 曽我部洋士
赤穂の侍。大石から刀を託されるが、ミヅキの罠にかかった際、鎧武者の手によって殺されてしまう。
堀部
演 - 中嶋しゅう
赤穂の侍で、四十七士の一人。大石の右腕的存在。槍を使う。
原
演 - 山田浩
赤穂の侍で、四十七士の一人。弓を使う。
カピタン
演 - ヨリック・ヴァン・ヴァーヘニンゲン、日本語吹き替え - なし
出島を根城にしている南蛮人。吉良からカイを奴隷として買い、見世物として殺し合いをさせていた。
大石と会話をするシーンなどが撮影されたが、最終的にはカットされてしまい、劇中で彼が話す台詞は一言もない。なお、カットされた彼のシーンはBlu-ray discの特典映像で観ることができる。
旅芸人（歌舞伎役者）
演 - ゲディ・ワタナベ、日本語吹き替え - 飯島肇
歌舞伎を披露する旅芸人の一行の一人。吉良上野介とミカの結婚の宴に向かう最中に大石らと遭遇し、戦の手助けをする。
酔った役人
演 - クライド・クサツ
磯貝が吉良の動向を探りに出向いた酒場で出会う役人。
護衛人
演 - 梶岡潤一、日本語吹き替え - なし
吉良家に仕える門番。
フォアマン
演 - リック・ジェネスト、日本語吹き替え - なし
出島にいる全身に入れ墨のある男。
鎧武者
演 - ニール・フィングルトン、日本語吹き替え - なし
御前試合に吉良家代表として出場した全身を鎧に包んだ巨漢の侍。掛け声はおろか一言の言葉も発せず異様な雰囲気を放っている。その体格に似合う大太刀振るい、カイを散々に打ちのめした。
本来の仕事は吉良の護衛であるようで、吉良が外に出る際は必ず侍っており四十七士の討ち入りの際にも吉良を逃がすべく立ちはだかり、御前試合での強さを見知っていた浪人達の戦意を喪失させるが、火薬庫に仕掛けられた爆弾により起こった爆風に巻き込まれ鎧がバラバラになり炎に飲み込まれた。
演じたフィングルトンは、他にも出島でカイと戦う鬼のモーションアクターも務めている。
天狗の首領
演 - 伊川東吾、日本語吹き替え - 大木民夫
赤子の時に捨てられていたカイを拾い天狗の秘術や剣術を教え込んだ人物。天狗とは呼ばれるが鼻は無いどころか削がれているかのようで、どちらかと言えば烏天狗のような風体をしている。
仇討ちのために必要な大量の刀剣を求め戻ってきたカイの前に現れる。
その容姿からか天狗の一族は人間に迫害を受けていたようで、仇討ちをする人間を手助けするため戻ったというカイが理解できず、力づくで刀剣を奪えとカイを挑発したが天狗の秘術を使い高速で刀剣を奪ったカイの姿に自分の教えが生きていたと喜び大量の刀剣を提供した。
ナレーション
声 - ロン・ボッティータ、日本語吹き替え - 東地宏樹
物語の語り部。

## スタッフ
- 原案：クリス・モーガン、ウォルター・ハマダ
- 監督：カール・リンシュ
- 脚本：クリス・モーガン、ホセイン・アミニ、ウォルター・ハマダ
- 製作総指揮：スコット・ステューバー、クリス・フェントン
- 製作：パメラ・アブディ、エリック・マクレオド
- 撮影：ジョン・マシソン
- プロダクション・デザイン：ヤン・ロールフス
- 音楽：イラン・エシュケリ
- 編集：スチュアート・ベアード
- 衣装：ペニー・ローズ
- 製作会社：ユニバーサル映画
- 配給：東宝東和

## 製作
カール・リンシュ (Carl Erik Rinsch) が監督し、クリス・モーガンとホセイン・アミニが脚本を執筆する。2008年12月、ユニバーサル・ピクチャーズは主演の本プロジェクトを発表し、キアヌ・リーブスが主演することを伝えた。『バラエティ』誌によると、「『ロード・オブ・ザ・リング』のファンタジー要素に『グラディエーター』の戦闘シーンが合わさったストーリーになる」という。2009年11月、ユニバーサルは、カール・リンシュを監督にするための話し合いに入った。リンシュは本作が長編映画デビューとなる。
2010年12月、スタジオは本作が3Dで製作、公開されると発表した。2011年2月28日、リーブスに加え、4名の日本人俳優（真田広之、浅野忠信、菊地凛子、柴咲コウ）の出演が発表された。リンシュには長編映画の経験が無いにもかかわらず、ユニバーサルが1億7000万ドルもの製作費を出すことに対し、『ハリウッド・レポーター』誌は「大規模で、まったくもって危険な」行動であると考察した。撮影は2011年3月14日にブダペストで始まった。この他、イギリスのシェパートン撮影所や日本でも撮影が計画されている。
アクション描写にはVFXが大規模に用いられており、フレームストア、ムービング・ピクチャー・カンパニー、デジタル・ドメイン、Baseblack、The Mill、The Third Floor、Halon Entertainment、Stereo D、Soho VFX等のプロダクションがVFX制作に関わった。

## 封切り
当初2012年11月21日に北米公開が予定されていたが、2013年2月8日に延期することを発表。その後、2013年のクリスマス時期まで公開延期となった。延期の理由としては、追加撮影の必要、ロンドンオリンピックの影響で、同所で行われているVFX作業の遅れが主な原因となっていると報じられた。
本作は舞台となった日本にて世界で最も早く封切られ、2013年12月6日に3D・2Dを合わせた753スクリーンで公開された。公開初週の全国映画動員ランキング（興行通信社調べ）では6位、土日2日間で動員7万7,894人、興収1億524万8,200円を記録した。なお、アメリカの雑誌『バラエティ』は、「日本で有名な俳優をそろえたことと、本作の題材となった忠臣蔵が日本でなじみ深いものであることを考慮すると、本作の初動記録は芳しくないものである」と評した。

## 評価
日本の映画雑誌『映画秘宝』が発表した2013年度の映画に対するワーストランキング「HIHOはくさいアワード」では、8位の評価だった。

## 続編
2020年8月、Netflixによる300年後の世界を舞台とした続編の製作が決定されたことが判明し、その後続編となる『47RONIN -ザ・ブレイド-』がアメリカで2022年10月に公開された。